# Quah Zheng Wen
Quah Zheng Wen (né le 29 septembre 1996) est un nageur de Singapour.